# Działy Grabowieckie
Działy Grabowieckie (343.18) – mezoregion fizycznogeograficzny wschodniej części Wyżyny Lubelskiej, wznoszący się od 190 do 313 m n.p.m. Znajduje się na wschód od doliny Wieprza. Ku wschodowi Działy Grabowieckie mają przedłużenie w Grzędzie Horodelskiej, zaliczonej do Wyżyny Wołyńskiej. Od północy sąsiadują z mezoregionami, zaliczonymi do przejściowego pasa obniżeń i wzgórz, charakterystycznego dla Polesia Wołyńskiego. Od południa przylega Padół Zamojski i częściowo Kotlina Hrubieszowska.
Jest to w większości pokryty lessem garb skał górnokredowych o powierzchni około 1280 km². Cechami charakterystycznymi są głębokie doliny rozdzielone wąskimi, wysoko wznoszącymi się grzędami. Podłużne doliny dopływów Wieprza: Siennicy, Wojsławki i Wolicy nadają wyżynie wygląd wydłużonych działów międzydolinnych, a boczne dolinki i wąwozy tworzą urozmaicony zespół form osiągających wysokości względne do 100 m, przy maksymalnej wysokości bezwzględnej 313 m we wsi Dębowiec na północ od Zamościa.
Region leży na rubieży strefy lasów mieszanych z udziałem buka i jaworu oraz strefy leśno-stepowej ze świetlistymi dąbrowami. Na Działach położony jest Skierbieszowski Park Krajobrazowy, stanowiący teren polno-leśny z przewagą lasów liściastych (buk, grab, jawor). Park obejmuje całą gminę Skierbieszów i częściowo gminy: Grabowiec, Stary Zamość, Sitno, Izbica, Miączyn, Kraśniczyn i Krasnystaw. Park utworzono w 1995 roku, pow. 35 488 ha + otulina 13 079 ha.
Działy Grabowieckie to teren przenikania kultur. Spotkać można świątynie i cmentarze – zarówno katolickie, jak i prawosławne. Ślady pacyfikacji z czasów II wojny światowej, gdy większość mieszkańców Niemcy wywieźli, osadzając w ich miejsce niemieckich kolonistów z Rumunii i Jugosławii. 

## Rezerwaty przyrody
- „Broczówka” – koło Majdanu Skierbieszowskiego, pow. 6,17 ha, rezerwat roślinności stepowej.
- „Głęboka Dolina” – na trasie Hrubieszów–Krasnystaw, pomiędzy wsiami Kukawka i Bończa, pow. 289 ha, rezerwat leśno-krajobrazowy z dolinami i wąwozami porośniętymi jaworem i bukiem.
- „Rogów” – w pobliżu miejscowości o tej samej nazwie, pow. 0,95 ha, chroniący płat roślinności kserotermicznej.
- „Wygon Grabowiecki” – nieopodal miejscowości Grabowiec-Góra. pow. 6,4 ha, rezerwat faunistyczny chroniący stanowisko susła perełkowanego.

## Zabytki architektury
- kościoły: Bończa, Skierbieszów i Surhów
- Cerkiew Opieki Matki Bożej w Bończy
- zespoły dworskie i pałacowe: Orłów Murowany, Stryjów, Kalinówka
- park dworski w Hajownikach
- zajazd w Kraśniczynie.